# Michelle
Michelle ist ein weiblicher Vorname.

## Herkunft und Bedeutung
Michelle ist die französische Variante des Vornamens Michaela und die weibliche Form von Michael. Dieser Name kommt aus dem Hebräischen und bedeutet so viel wie „Wer ist wie Gott?“ (miy=wer; ke=wie; el=der Mächtige, Gott). Der Name existiert auch in der Schreibvariante Michèle und in der italienischen männlichen sowie englischen weiblichen Variante Michele.

## Verbreitung
Vor den sechziger Jahren war der Name Michelle in Deutschland kaum verbreitet. Ende der Achtziger stieg seine Popularität stark an. In den Neunzigern war er einige Male unter den zehn meistvergebenen weiblichen Vornamen. Seitdem ist seine Beliebtheit wieder etwas gesunken.

## Namensträger

### Einzelname
- Michelle de Valois (1395–1422), Prinzessin von Frankreich und Herzogin von Burgund

### Vorname
- Michelle Agyemang (* 2006), englische Fußballspielerin
- Michelle Andrade (* 1996), ukrainische Sängerin, Schauspielerin und Fernsehmoderatorin bolivianischer Herkunft
- Michelle Bachelet (* 1951), chilenische Medizinerin und Politikerin, zweimalige chilenische Staatspräsidentin
- Michelle Barthel (* 1993), deutsche Schauspielerin
- Michelle Bolsonaro (* 1982), dritte Ehefrau des brasilianischen Präsidenten Jair Bolsonaro
- Michelle Borth (* 1978), US-amerikanische Schauspielerin
- Michelle Courtens (* 1981), niederländische Sängerin, Cellistin und Gesangslehrerin
- Michelle Hunziker (* 1977), Schweizer Moderatorin, Sängerin und Fotomodell
- Michelle Kwan (* 1980), US-amerikanische Eiskunstläuferin
- Michelle Lang (1975–2009), kanadische Journalistin, Kriegsopfer in Afghanistan
- Michelle McCool (* 1980), US-amerikanische Wrestlerin
- Michelle Müntefering (* 1980), deutsche Journalistin und Politikerin (SPD)
- Michelle Nolden (* 1973), kanadische Schauspielerin
- Michelle Obama (* 1964), US-amerikanische Rechtsanwältin und von 2009 bis Januar 2017 amerikanische First Lady
- Michelle Payne (* 1985), australische Jockey und Rennpferdetrainerin
- Michelle Pfeiffer (* 1958), US-amerikanische Schauspielerin
- Michelle Phillips (* 1944), US-amerikanische Schauspielerin und Sängerin (The Mamas and the Papas)
- Michelle Rodríguez (* 1978), US-amerikanische Schauspielerin und Synchronsprecherin
- Michelle Shocked (* 1962), US-amerikanische Folk-Sängerin und Songwriterin
- Michelle Trachtenberg (1985–2025), US-amerikanische Schauspielerin
- Michelle von Treuberg (* 1992), deutsche Schauspielerin
- Michelle Williams (* 1979), US-amerikanische R&B-, Pop- und Gospelsängerin
- Michelle Williams (* 1980), US-amerikanische Schauspielerin
- Michelle Yeoh (* 1962), malaysische Schauspielerin chinesischer Abstammung

### Künstlername
- Michel’le (* 1965), US-amerikanische Sängerin
- Michelle (* 1972), deutsche Sängerin

## Sonstiges
- Romy und Michele, US-amerikanische Filmkomödie aus dem Jahr 1997